# The Antient Scorton Silver Arrow
The Antient Scorton Silver Arrow, ou Ancient Scorton Arrow, ou simplesmente Scorton Arrow é um torneio de tiro com arco realizado na localidade de Scorton, Yorkshire, Inglaterra. Sua origem remonta ao ano de 1673, sendo o mais antigo torneio esportivo com registros disponíveis e ainda realizado.
Em 17 de maio de 2008 foi realizada a 300ª edição registrada do evento em 336 anos de história, sendo esta a 15ª edição a ocorrer no localidade original de Scorton.